# Zebina (mollusque)
Pour les articles homonymes, voir Zebina.
Genre
Zebina est un genre de gastéropodes marins.

## Liste d'espèces
Selon World Register of Marine Species (11 novembre 2014) :
- Zebina acicula Laseron, 1956
- Zebina adamsiana (Weinkauff, 1881)
- Zebina axeliana (Hertlein & Strong, 1951)
- Zebina benthicola Habe, 1961
- Zebina bidentata (Philippi, 1845)
- Zebina browniana (d'Orbigny, 1842)
- Zebina constricta Laseron, 1956
- Zebina cooperi W. R. B. Oliver, 1915
- Zebina dziki Kaim, 2004 †
- Zebina fallax (Watson, 1883)
- Zebina fusiformis (Gabb, 1873) †
- Zebina gabbii (Mørch, 1876)
- Zebina hebes Laseron, 1956
- Zebina heronensis Laseron, 1956
- Zebina inflata Laseron, 1956
- Zebina isolata Laseron, 1956
- Zebina killeblebana Ladd, 1966 †
- Zebina kraussi (Turton, 1932)
- Zebina linearis Laseron, 1956
- Zebina malagazzae Sleurs & van Goethem, 2002
- Zebina maxima Bozzetti, 2007
- Zebina metaltilana Ladd, 1966 †
- Zebina neriniformis (Boettger, 1901) †
- Zebina nitens Laseron, 1956
- Zebina paivensis (Watson, 1873)
- Zebina preposterum (Berry, 1958)
- Zebina pupiniformis (Preston, 1908)
- Zebina reclina Sleurs, 1991
- Zebina retusa Sleurs, 1991
- Zebina robustior Gofas, 1999
- Zebina semiglabrata (A. Adams, 1854)
- Zebina semiplicata (Pease, 1863)
- Zebina sloaniana (d'Orbigny, 1842)
- Zebina striaticallosa Faber, 2011
- Zebina tridentata (Michaud, 1830)
- Zebina unamae Rolán, 1998
- Zebina villenai Rolán & Luque, 2000
- Zebina vitrea (C. B. Adams, 1850)
- Zebina vitrinella (Mörch, 1876)
- Zebina zuschini Harzhauser, 2014 †